# 캐시 머니 레코드
캐시 머니 레코드(Cash Money Records)는 미국의 힙합 및 록 레이블이다. 설립자는 래퍼 버드맨과 그의 형 'Ronald "Slim" Williams'이다.

## 소속 가수
- 버드맨
- 릴 웨인
- Freeway
- 더 게임
- PJ 모턴
- 2 피스톨스
- 버스타 라임스
- 에이스 후드
- 맥 10
- 림프 비즈킷
- 주버나일
- 바우 와우
- 디제이 칼리드
- 드레이크
- 니키 미나즈
- 제이 션
- 요 가티
- Kevin Rudolf
- Glasses Malone
- Brisco
- All Star Cashville Prince

### 전 멤버
- AZIATIX
- BG
- Juvenile
- 영 벅
- Mannie Fresh
- Turk
- U.N.L.V.
- Kilo-G
- PxMxWx
- Magnolia Shorty
- Ms. Tee
- 오마리온

## 같이 보기
- 영 머니 엔터테인먼트